# Леча, Валеро
Валеро Казимиро-и-Хосе Леча Алькесар (исп. Valero Casimiro y José Lecha Alquezar; 4 марта 1894, Алькориса — 20 августа 1976, Сан-Сальвадор) — сальвадорский художник испанского происхождения.

## Биография
Сын крестьянина. Учился рисовать самоучкой, зарабатывал на жизнь тем, что рисовал вывески. В 17 лет в поисках приключений сбежал из дома, добрался до Барселоны и отплыл в Буэнос-Айрес. Работал каменщиком, плотником, посыльным, затем получил работу ассистента сценографа в оперном театре «Колон». Оттуда был приглашён сценографом в небольшую театральную труппу в Гаване, в 1916 году перебрался в Мехико и поступил в том же качестве в разъездную оперную труппу. После гастрольной поездки по нескольким центральноамериканским странам труппа распалась в 1920 году в Гондурасе, где Леча провёл последующие четыре года, занимаясь росписью стен и давая частные уроки живописи и рисунка; женился на одной из своих учениц. С началом в 1924 году Второй гражданской войны в Гондурасе вместе с женой бежал в Сальвадор, где и обосновался до конца жизни. В 1931 году  на несколько месяцев ездил в Испанию, чтобы наконец получить профессиональные уроки живописи у Сесилио Пиа.
Раннее творчество Валеро Лечи связано с этническими латиноамериканскими мотивами, в 1940-50-е   он переживает увлечение абстракционизмом. Начиная с 1940-х годов  Леча много преподавал, среди его учеников, в частности, Ной Канджура и Энрике Аберле.
Награждён несколькими сальвадорскими государственными наградами. Почётный доктор Центральноамериканского университета.